# 광양 중흥사 석조지장보살반가상
광양 중흥사 석조지장보살반가상(光陽 中興寺 石造地藏菩薩半跏像)은 대한민국 전라남도 광양시 옥룡면 운평리에 있는 고려시대의 반가상이다. 1986년 9월 29일 전라남도의 유형문화재 제142호로 지정되었다.
한쪽 다리만 가부좌를 튼 돌로 만들어진 조그마한 보살상인데 자세로 보아 지장보살로 판단된다. 머리에 두건을 쓰고 저고리를 입어 일반인의 차림새와 비슷하고 얼굴 또한 수수하게 웃고 있는 모습으로 투박하지만 친근감을 갖게 한다.

## 개요
전라남도 광양시 옥룡면 운평리 중흥사에 있는 보살상으로, 왼발을 올리고 오른발을 내린 반가상이다.
두건을 쓰고 있어서 지장보살을 표현한 것으로 간주되기도 한다. 이런 모습은 조선초까지 더러 보이는데 전라남도 강진 무위사의 아미타불상협시지장보살상이 그 대표적인 예이다.
얼굴은 네모 반듯한 모습에서 형식화가 엿보이지만 풍만하고, 체구도 다소 둔중하지만 친근함이 느껴진다. 옷은 스님들이 입던 장삼(長衫)을 걸치고 있어 독특한 모습이다. 대좌(臺座)는 맨 밑에만 보이는데 겹겹으로 된 연꽃무늬를 새겼고 발받침대도 있다.
두건을 쓰고 장삼을 입은 스님 모습의 이 지장보살은 친밀감을 느끼게 해주며 만들어진 연대는 고려말 조선초로 추정된다.

## 같이 보기
- 중흥사
- 강진 무위사 아미타여래삼존좌상 - 보물 제1312호